# 线叶黄堇
线叶黄堇（学名：Corydalis linearis）为罂粟科紫堇属下的一个种。

## 扩展阅读
- 維基物種上的相關：线叶黄堇